# Henning Christiansen
Henning Christiansen (Copenaghen, 28 maggio 1932 – 10 dicembre 2008) è stato un compositore e artista danese, è considerato uno dei primi compositori Fluxus.
La sua musica è considerata come musica sperimentale, e musica atonale.

## Mostre personali (selezione)
- 1984: I'm alone with my phone; Eks-Skolens Verlag Copenaghen
- 1984-1985: Phentesilea - Partitur - Bilder; Daad Galerie Berlino
- 1985: Ohrsalon I; Galerie Riis & Givskov, Horsens, Danimarca
- 1985: Ohrsalon II Das gelbe Schloß; Galerie Skt. Agnes Roskilde, Danimarca
- 1985: Die Freiheit ist um die Ecke; Partiturausstellung, Galerie Gelbe Musik Berlino

## Opere (selezione)
- fluxorum organum Opus 39 (1967)
- 82 min fluxorum organum (1968)
- Kreuzmusik (1989)